# Ty Kodak
Le Ty Kodak est un immeuble situé boulevard de l'Amiral de Kerguelen à Quimper, dans le département du Finistère, en France. 

## Historique
L'immeuble, de style « paquebot », est construit en 1933 pour le photographe Joseph Villard ou son fils. Il fait partie d'une série de projets architecturaux modernes, tranchant par rapport à l'architecture de la ville. L'immeuble est situé dans un quartier développé entre la fin du XIXe et XXe siècles, au sein d'un ensemble art déco, avec la cité Kerguelen et l'immeuble du Télégramme, mais sans y être formellement rattaché.
Olier Mordrel en est l'architecte ; il y met en avant sa vision de l'architecture et sa vision politique liée au nationalisme breton. Il refusait de « réduire la création contemporaine bretonne à un retour à l'architecture régionaliste et pittoresque. Il prônait une architecture bretonne intégrée aux courants contemporains. »
L'atelier photographique est repris en 1950 par Albert Gouiffès, toujours dans l'immeuble. 
Les façades et toitures de l'immeuble sont inscrites au titre des monuments historiques par arrêté du 1er juin 2006.